# Scopula magnidiscata
Scopula magnidiscata là một loài bướm đêm trong họ Geometridae.